# 埃都尔德·吉约
埃都尔德·吉约（法语：Édouard Guillaud，又译爱德华·吉约，1953年7月10日—）法国海军退役上将。他曾参与戴高乐号航空母舰的设计，曾担任法军国防参谋总长。